# Taenaris limbata
Taenaris limbata är en fjärilsart som beskrevs av Hans Fruhstorfer 1905. Taenaris limbata ingår i släktet Taenaris och familjen praktfjärilar. Inga underarter finns listade i Catalogue of Life.